# لوکیوتماب
لوکیوتماب (انگلیسی: Lokivetmab) با نام تجاری Cytopoint نوعی آنتی‌بادی مونوکلونال است که برای درمان درماتیت آتوپیک در سگ‌ها تجویز می‌شود. این دارو علیه اینترلوکین 31 عمل می‌کند.
لوکیوتماب نخستین آنتی‌بادی مونوکلونال تائیدشده در اتحادیه اروپا جهت مصرف در حیوانات است.